# 土佐堀川
土佐堀川（とさぼりがわ）は、大阪府大阪市北区中之島の南縁を流れる河川。旧淀川（大川・堂島川・安治川）の分流の一つである。
中之島の東端で旧淀川から分岐したのち、中之島の西端で旧淀川に再び合流する。なお、旧淀川は一般的に中之島より上流の区間が大川（おおかわ）、中之島の北縁を流れる区間が堂島川（どうじまがわ）、中之島より下流の区間が安治川（あじがわ）と呼び分けられており、土佐堀川はちょうど堂島川と対になる。

## 名前の由来
『大阪市史』 によると、豊臣期に周辺一帯に土佐国の商人が群居した「土佐座」があったためと伝えられている。徳川期になると、土佐商人たちは土佐藩が蔵屋敷を構えた西長堀へと移転し、跡地は堂島や中之島と並んで諸藩の蔵屋敷が集中する地の一つとなった。

## 土佐堀川に架かる橋
上流から
- 栴檀木橋（せんだんのきばし）
- 淀屋橋（よどやばし） - 御堂筋（国道25号）
- 錦橋（にしきばし） - 歩行者専用橋
- 肥後橋（ひごばし） - 四つ橋筋
- 筑前橋（ちくぜんばし）
- 常安橋（じょうあんばし） - なにわ筋
- 越中橋（えっちゅうばし） - 歩行者専用橋
- 土佐堀橋（とさぼりばし） - あみだ池筋
- 湊橋（みなとばし） - 新なにわ筋
- 端建蔵橋（はたてくらばし）

## 土佐堀川が登場する作品
- 古川智映子『小説 土佐堀川 ～ 女性実業家・広岡浅子の生涯』 （1988年、潮出版社） - NHK連続テレビ小説『あさが来た』 の原案本
  - 舞台『土佐堀川』- 1990年2月から1ヵ月間、東京宝塚劇場で上演。主人公の広岡浅子を八千草薫、夫・広岡信五郎役を伊東四朗が演じた。
  - 舞台『土佐堀川　近代ニッポン－女性を花咲かせた女　広岡浅子の生涯』 - 2017年10月のシアタークリエを皮切りに各地で上演。広岡浅子役は高畑淳子[1]。
- 宮本輝『泥の河』（1977年、『文芸展望』18号に初出。1978年、筑摩書房より刊行された『螢川』に収録）
  - 映画『泥の河』 - 1981年1月30日公開。主演・田村高廣。監督・小栗康平。
  - 宮本輝は、文庫版『小説 土佐堀川』（2015年9月、潮出版社）のあとがき（解説文）も記している。
- 水上滝太郎『大阪の宿』（1926年）- 土佐堀の川岸の宿「酔月」を舞台に繰り広げられる人間模様を描いた小説[2]
  - 映画『大阪の宿』1954年、新東宝、監督五所平之助、主演佐野周二